# 비토리오 에마누엘레 2세 갤러리아
비토리오 에마누엘레 2세 갤러리아(Galleria Vittorio Emanuele II)는 이탈리아 밀라노에 있는 쇼핑 센터이다. 1877년 완공되었으며, 아케이드 형식으로 되어있다.
밀라노의 상업 갤러리로 지붕이 있는 보행자 거리 형태로 두오모 광장에서 스칼라 광장까지 이어진다. 우아한 상점과 클럽이 밀집하여 밀라노 부유층의 만남의 장소로 쓰였기 때문에 밀라노 살롱이라는 별명이 붙었다. 네오르네상스 건축 양식으로 지어졌으며 유럽 철강 건축의 가장 유명한 사례 중 하나이다. 19세기 쇼핑 갤러리의 원형으로, 밀라노 사람들이 간단히 '갤러리'라고 부르는 이 곳은 세계 최초의 쇼핑 센터로 평가되고 있다.

## 역사

### 배경
밀라노에서 포르티코 (대형 건물 입구에 기둥을 받쳐 만든 현관 지붕)로 지붕을 만든 통로가 처음 만들어진 것은 중세 시대로 거슬러 올라간다. 13세기 봉브쟁 드 라 리바 (Bonvesin de la Riva)는 밀라노의 불가사의로 도시에 약 60개의 아케이드를 꼽았고, 이후에는 '덮여 있다(coperti)'는 기록을 남겼다. 스포르차 가문의 통치 이후, 스페인 지배기에 접어들면서 이들 아케이드는 '피지니의 지붕'을 비롯한 극소수 부분만 남기고 점차 철거되기 시작하였으며 이 지붕도 갤러리아 공사 과정에서 철거되었다. 한편 밀라노는 파리의 비비안 갈레리 (Vivienne Gallery)와 런던의 벌링턴 아케이드(Burlington Arcade)와 같은 유럽의 주요도시들에서 건설된 상업적 성격을 띠는 철제 및 유리로 건설된 통행로로서, 데 크리스토포리스 (De Cristoforis) 갤러리와 함께 패션가가 있는 통행로가 지어진 이탈리아와 오스트리아 제국의 최초의 도시이다. 그러나 데 크리스토포리스 갤러리는 별개의 사례였으며, 비토리오 에마누엘레 II 갤러리아는 30년 동안 밀라노 유일의 갤러리로 남았다.

### 두오모 광장과 갤러리아 건설 프로젝트

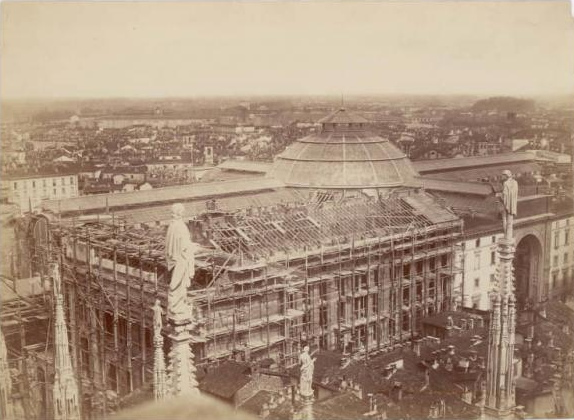
건설 중인 갤러리아의 모습 (1870년대 초)

두오모 광장과 스칼라 광장을 연결하는 거리에 대한 아이디어는 1839년 카를로 카타네오(Carlo Cattaneo)가 밀라노 대성당 앞 지역의 재건에 대해 추진한 많은 논쟁들 중 하나에서 비롯되었다. 그리고 불특정다수의 사람들에 의해 도시의 대성당에 어울리지 않는 것으로 생각되었다. 이 지역은 중세의 좁은 거리에 있었는데, 도시 교통량의 증가에 따라 관리하기가 더욱 어려워졌다. 비토리오 에마누엘레 2세 국왕에게 이 새로운 길을 헌정한다는 생각은 오스트리아로부터의 독립에 대한 열정의 결과로 나타났다. 그러나 다른 한편으로 시의회는 이런 방식으로 더 쉽게 왕실의 칙령에 의해 공사를 위한 수용 등의 허가를 얻기를 바랬다. 그러나 밀라노시에서 내린 기획 초안에서는 지붕을 둔 통로가 아니라 단순한 아케이드 도로로 기획되었다. 1859년-1860년에는 밀라노 시의회가 주장한 세 가지 내용을 다룬 왕실의 칙령이 반포되었다. 하나는 건물 철거를 위한 수용, 두번째는 당시 두오모 광장을 점거한 주거지를 광장을 더 웅장한 모양으로 만들기 위해 피지니와 레베키노 (Rebecchino) 지붕 철거, 그리고 마지막으로 새로운 거리의 건설에 필요한 자금을 모으기 위한 복권의 발행을 승인하는 것을 내용으로 하였다.
수용 허가를 받은 후, 1860년 4월 3일 밀라노시는 특별하게 제정된 위원회에 의해 평가될 새로운 도로의 공모를 발표했는데, 홍보 부족 논란에도 불구하고 매우 많은 수의 사람들이 참가하였고, 그 중에서 176건이 선정되어 브레라 미술관에 전시되었다. 위원회는 우승작을 선정하지못하고, 프로젝트의 형태에 대한 좀 더 정확한 지표들을 재구성하여, 1861년 2월에 지붕이 잇는 통행로에 대한 아이디어에 도달하고 두 번째 공모를 발표했다. 두 번째 공모에서 18개의 설계안이 제출되었으며, 이 때에도 우승작을 뽑지는 못했다. 그러나 우수한 설계작에는 상금이 수여되었는데, 각각 16세기 베네치아의 건축가 안드레아 팔라디오에서 영감을 받은 설계를 한 건축가 다비데 피로바노(Davide Pirovano), 롬바르디아와 베네토 양식을 섞어 절충적인 설계를 한 파올로 우르바니(Paolo Urbani)가 언급되었지만, 둘 다 성당을 둘러싼 건축물로는 부적합하다고 여겨졌다. 두 개의 광장을 연결하기 위해 그리스 십자가 갤러리를 제안했던 가에타노 마르티니(Gaetano Martignoni), 그리고 첫번째 공모에서 14세기의 공공건물에서 영감을 받은 거리를 제안한 주세페 멩고니(Giuseppe Mengoni)는 비록 승자가 아니었지만 환영받았다.
1863년에 세 번째와 마지막 공모가 있었는데, 이 공모는 8개의 프로젝트만이 평가되었다. 위원회의 초청을 받은 세 개의 프로젝트와 다섯 개의 자발적인 프로젝트로, 주세페 멩고니(Giuseppe Mengoni)가 프로젝트의 일부분을 검토할 수 있다는 조건으로, 주세페 멩고니(Giuseppe Mengoni)가 승자를 발표했다. 주세페 멩고니(Giuseppe Mengoni)는 처음에는 독특한 갤러리를 계획했다. 이는 유행을 따르는 세부적인 장식을 가진 십자가 모양의 갤러리였다. 이 프로젝트는 또한 실현되지는 못한 두오모 광장의 현관 건물과 왕궁의 긴 소매부분과 연결되는 갤러리 입구 맞은편에 있는 왕궁의 로지아(loggia, 한 쪽 또는 그 이상의 면이 트여 있는 방이나 복도)의 건설을 포함했다. 성당 앞 건물은 갤러리아의 건설 모티브인 ‘리소르지멘토 (이탈리아 통일운동)’의 기치에 따라 독립의 궁전(Palazzo dell'Indipendenza)이라고 했어야 했다. 1876년에 건축프로젝트는 아직 폐기되지 않았기 때문에 이미 건물의 토대가 놓였고, 주세페 멘고니가 사망할 때까지 폐기되지 않았다.

## 건축

### 아치문
두오모 광장 방면의 아치문 입구는 구조와 규모 면에서 실제 전승 아치문처럼 보이도록 구상되었다. 주 아치는 세 개의 수직 칸막이로 나뉘는데, 중심 부분은 하나의 더 큰 아치를 위한 것인 반면, 측면은 중앙 아치와 대칭으로 수평적으로 두 부분으로 나뉜다. 하부는 프레임을 지지하는 두 개의 코린트 기둥 사이에 위치한 사람들의 통행을 전담하는 작은 아치로 구성된다. 상부 바닥은 아치 대신 무광창으로 반복된다. 입구 아치는 약간 돌출되어 있고, 지상에서 32미터 높이에 이르는 페디먼트에는 이 갤러리아를 국왕에 헌정하는 문구가 쓰여 있다.
«A VITTORIO EMANUELE II. I MILANESI»
스칼라 광장 쪽의 아치문은 두오모 광장의 본 입구보다 작게 설정되었다. 더 큰 아치는 원호의 수직 축에 대칭으로 원형 아치를 반복하는 두개의 겹치는 수평부분이 측면에 배치되어있다. 갤러리아 축과 스칼라 광장 축 사이의 정렬 부족 문제는 터널의 출구에 르네상스 기원의 전경을 삽입함으로써 해결되었다. 해결책은 코리에레 델레 다메 (Corriere delle Dame)에서 언급되었다.
" 스칼라 광장에서는 웅장한 복합 스타일 아치를 통해 갤러리아에 접근할 수 있게 되어, 스칼라광장 계획과 관련하여 갤러리아 축의 피할 수 없는 돌출부를 매우 능숙하게 가리게 된다."
(Corriere delle Dame, 1867년 9월 23일)

## 사진

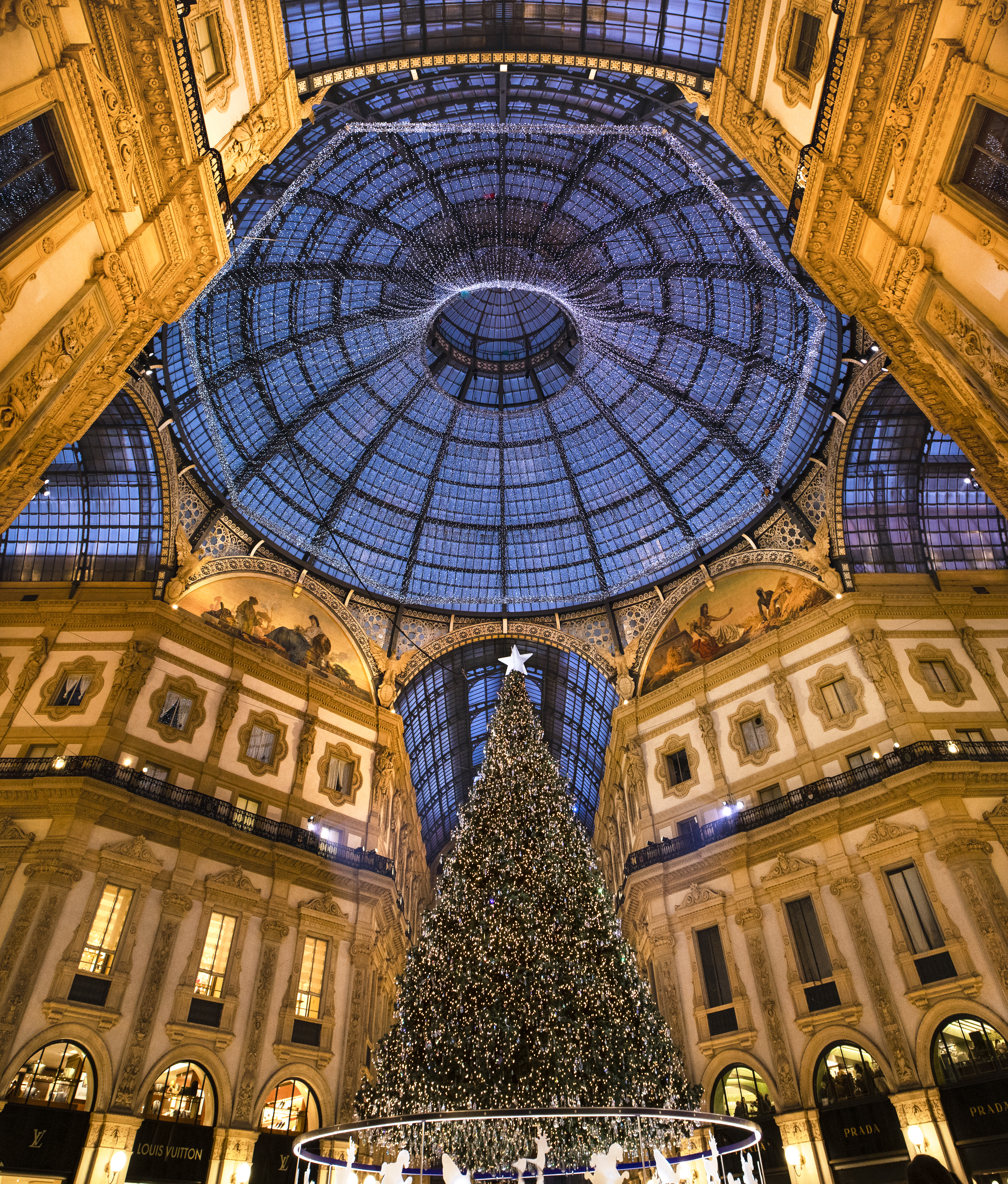
크리스마스의 내부 풍경
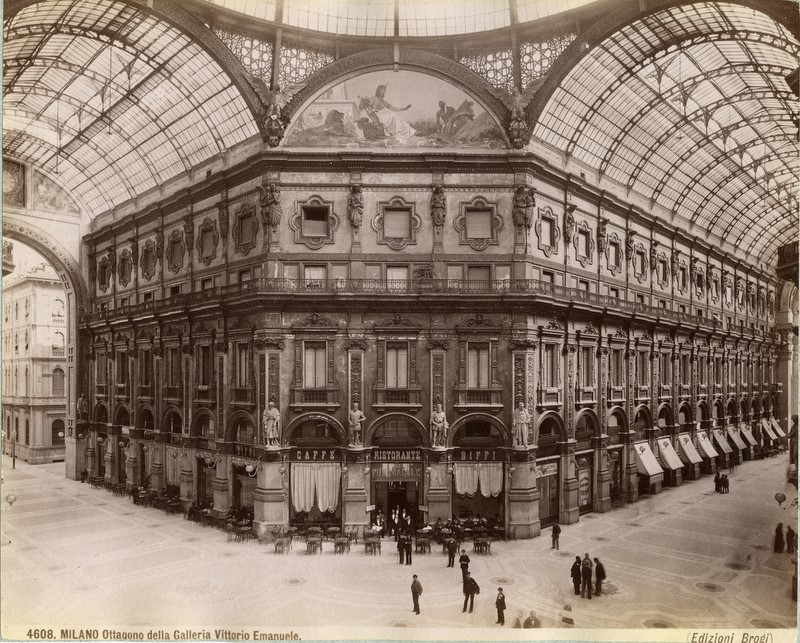
1880년 사진
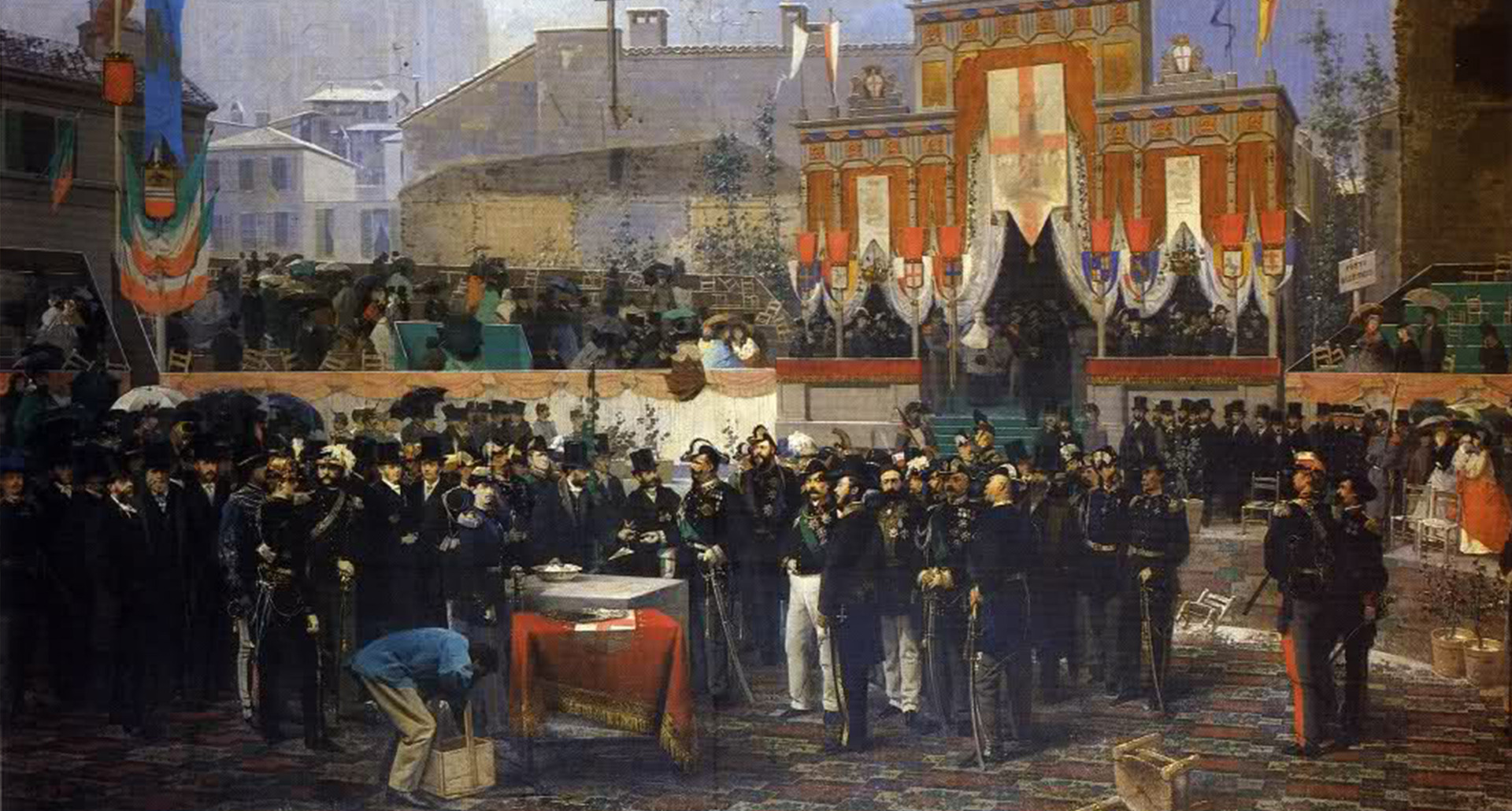
비토리오 에마누엘레 2세 갤러리아의 정초식
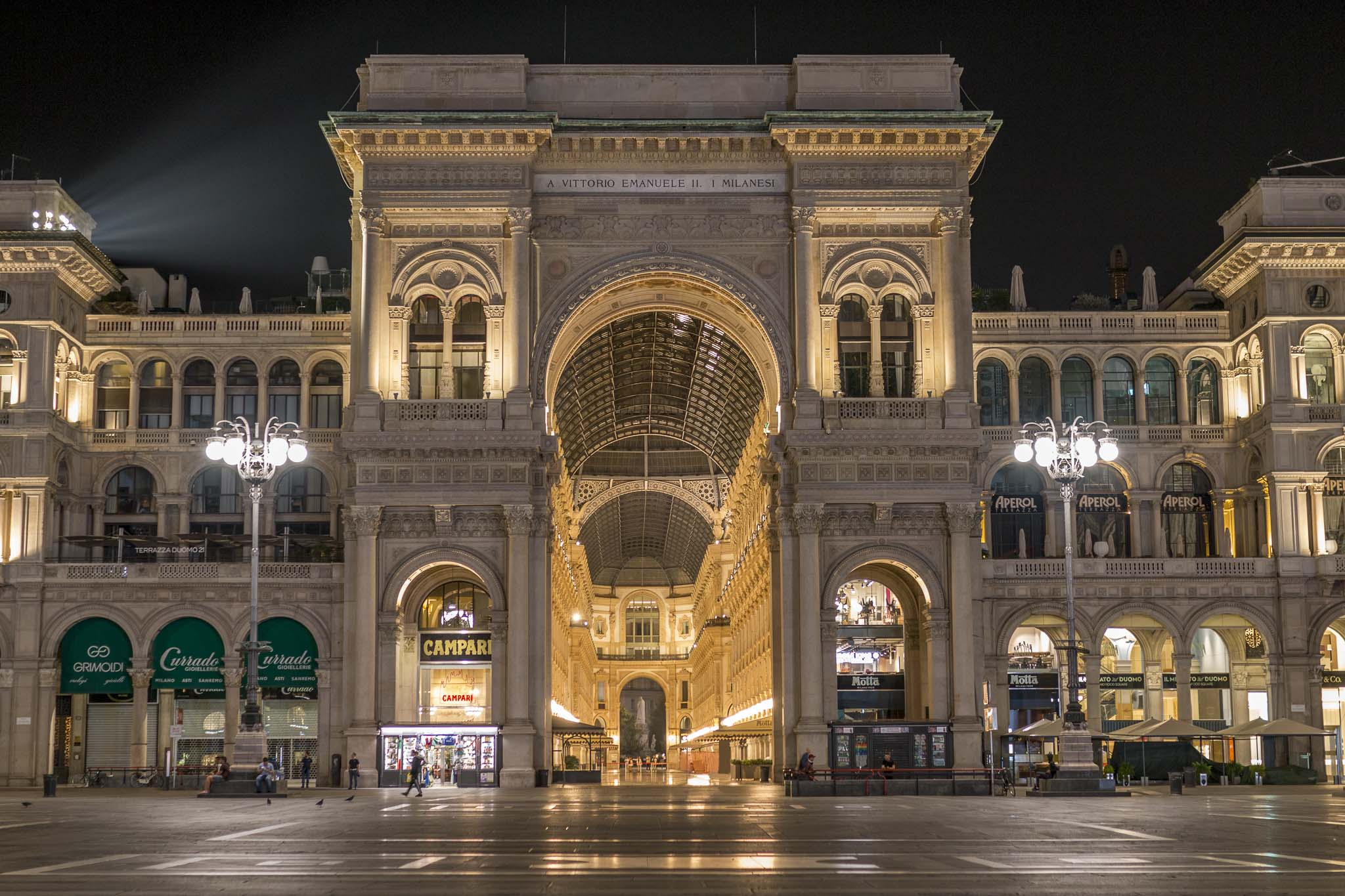
갤러리아의 아치문 입구
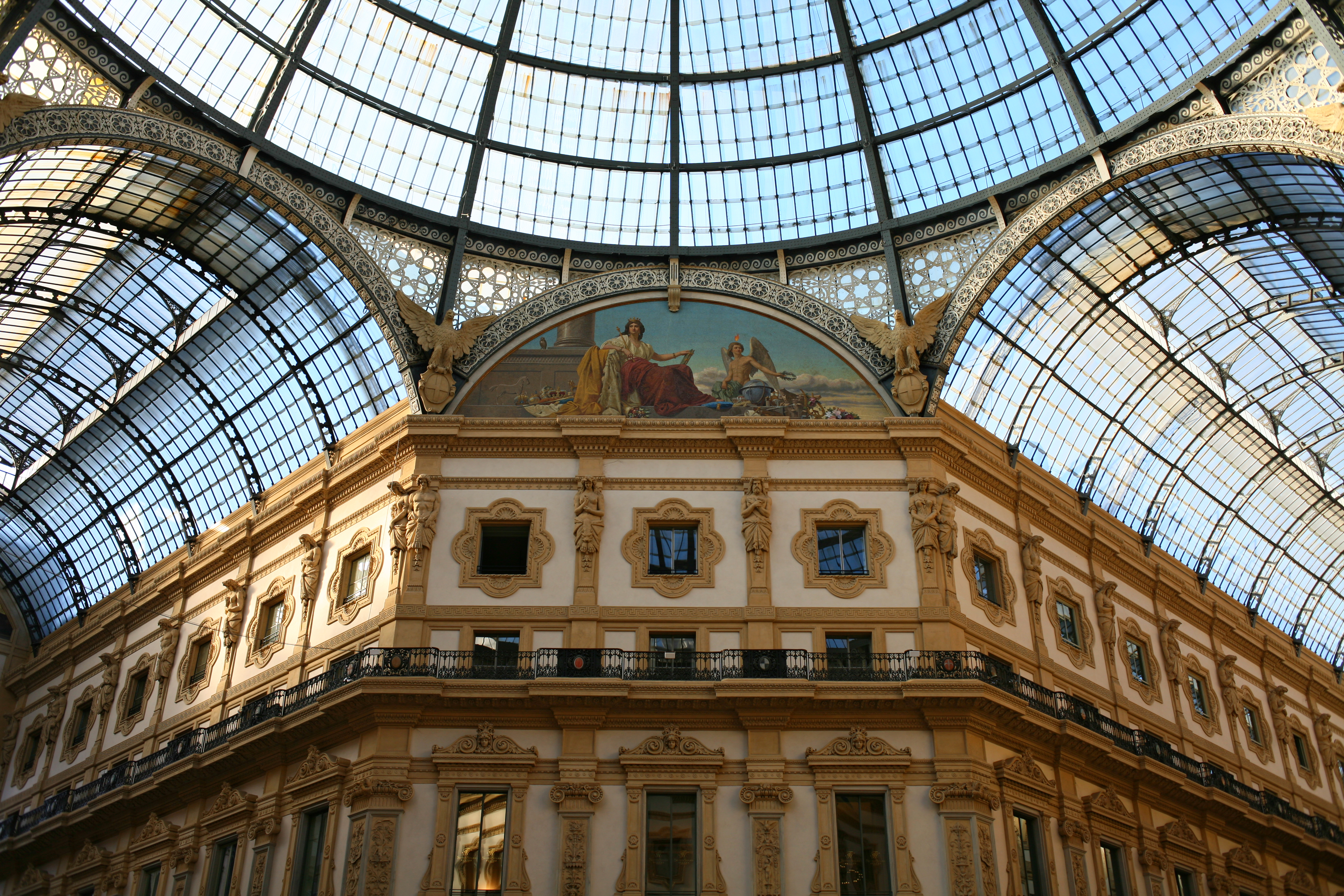
아케이드 내부에서 본 천장
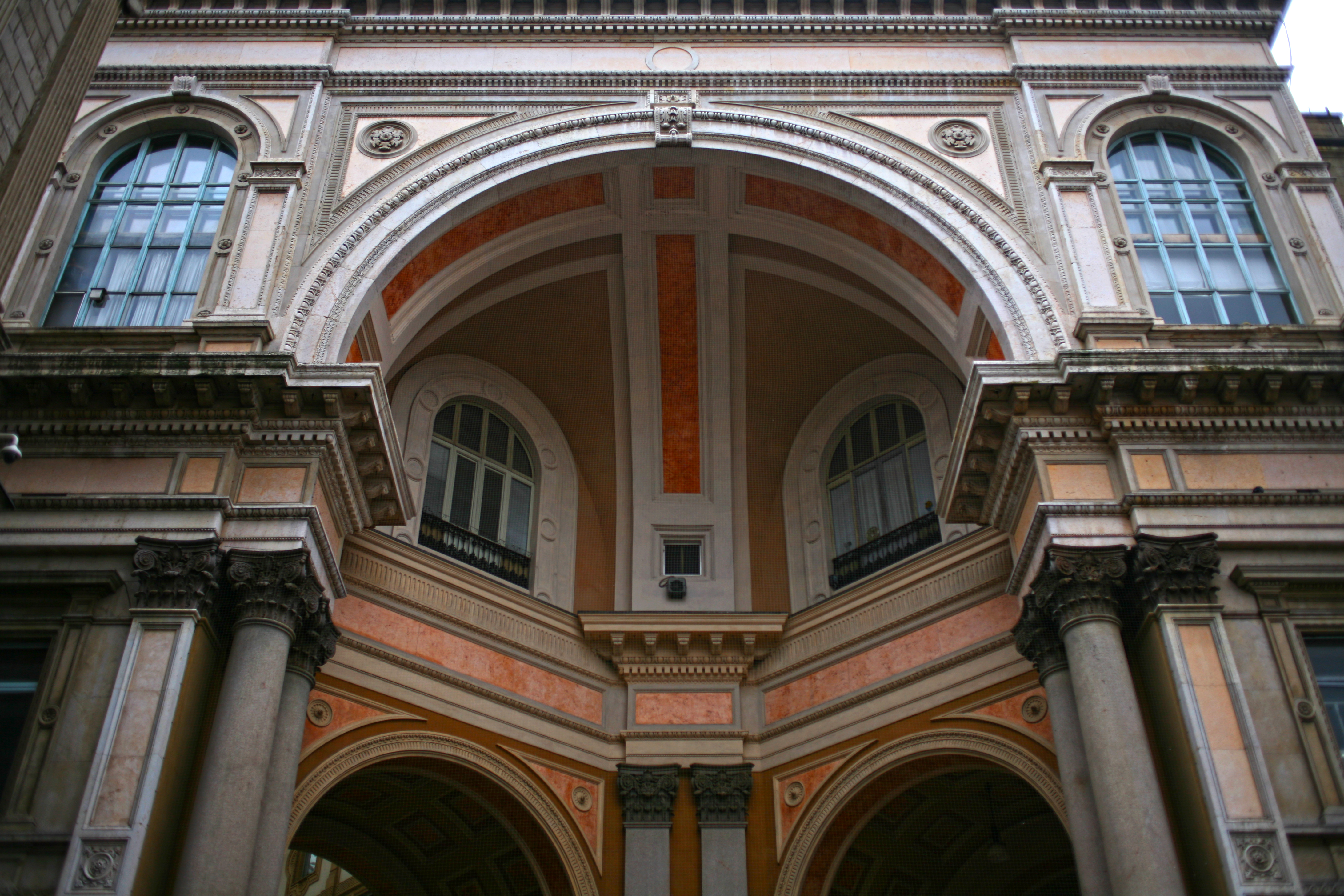
스칼라 광장 입구 방면에서 바라본 엑세드라
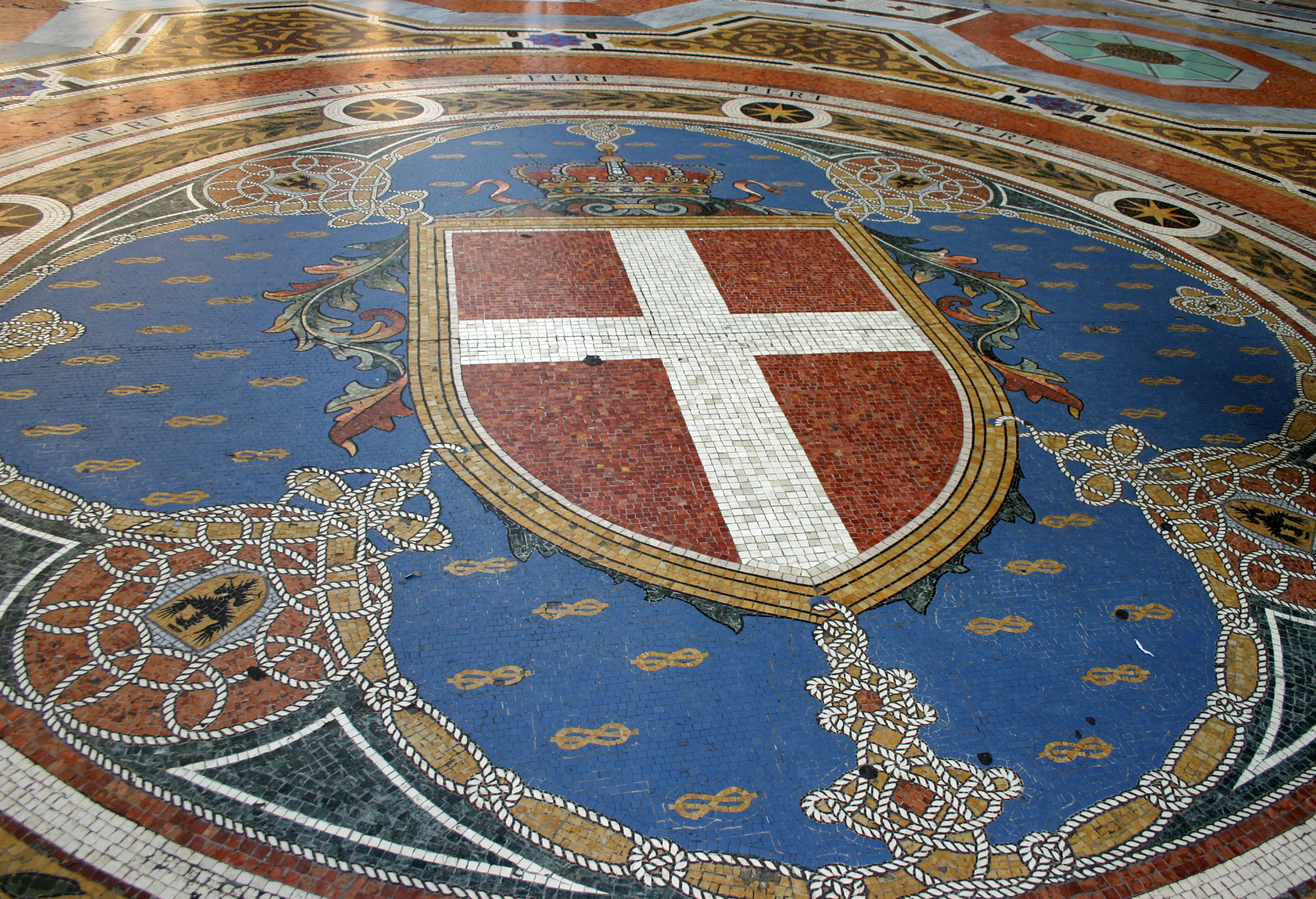
바닥의 모자이크화
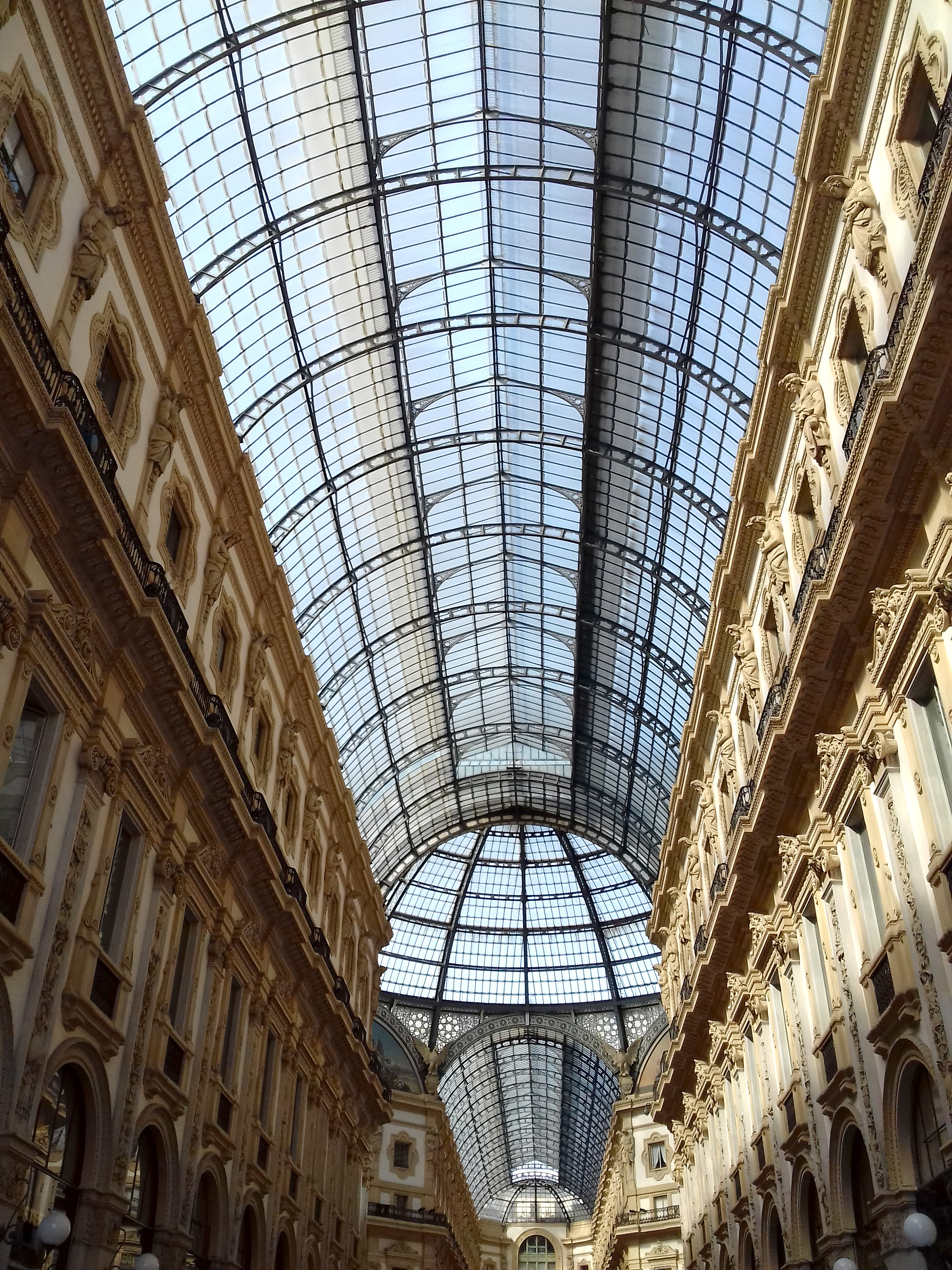
수평축에서 바라본 갤러리아

## 같이 보기
- 아케이드 (건축)